# 今村均
今村 均（いまむら ひとし、1886年（明治19年）6月28日 - 1968年（昭和43年）10月4日）は、日本の陸軍軍人。陸士19期、陸大27期首席。最終階級は陸軍大将。

## 経歴
1886年（明治19年）6月28日、宮城県仙台区に父・今村虎尾と母・今村きよみの二男として生まれる。今村家は仙台藩上士の家柄であった。均の祖父は戊辰戦争の際に仙台藩参謀を務めたが、進駐してきた新政府軍に対して融和的な態度をとったため藩内の強行派から非難を浴び、財産を家来にほとんど分け与え、新政府からの官職への呼びかけにも応じることなく隠遁した。その後、妻を亡くすと名家から後妻を押しつけられるなどしたため酒に溺れる生活を送った。父の虎尾は先妻との間に生まれた。虎尾は幼少時に漢籍を叩き込まれるなど父から教育を受けた。生活が困窮していたため、裁判所の事務員として働きながら家事の出来ない継母に代わり弟妹達を育てた。そのような中、虎尾は裁判官試験に2番の成績で合格して裁判官として任官した。虎尾の妻である きよみ は陸軍将校の娘である。きよみの勧めで均や弟たちは陸軍将校となった。
新発田中学（甲府中学校から転入）を首席で卒業し、第一高等学校か高等商業学校を志望して東京で受験勉強していた1904年（明治37年）の春、判事をしていた父の虎尾を亡くした。郷里の富豪・五十嵐甚蔵が支援を申し出たが、母きよみは「他人の助けで学問をすると後々苦労が多い」と陸軍士官学校の願書を勝手に出してしまった。母の薦める軍隊とはどの様なものかと思い、青山の陸軍練兵場で催されていた天覧閲兵式を拝観しに行った。その際、練兵場前で見た、観兵式を終えて帰る明治天皇の姿を見ようと天皇の乗る御料馬車に詰め寄る大勢の群衆の姿に何か熱く感激した今村は、自宅に帰るその足で郵便局に寄り、陸軍士官学校を受験する強い意志の旨の電報を母に打ち、郷里の連隊区で試験を受け合格した。この時の学科試験で今村と机が一緒になったのが本間雅晴であった。これが親友となるきっかけとなり、以降もイギリス駐在武官時や戦時に一層本間と親交を深める事となる。
1907年5月31日、陸軍士官学校19期を1053名中54番の成績で卒業し、見習士官となる。12月26日、陸軍歩兵少尉に任官、歩兵第4連隊附。
1915年12月11日、陸軍大学校27期を首席で卒業。恩賜の軍刀を賜った。同期生には本間雅晴（3番の成績）や東條英機（11番の成績）がいた。

### 満洲事変
1931年8月、参謀本部作戦課長を拝命。9月、満洲事変が勃発し、今村は独断で軍を動かす関東軍と、朝鮮軍師団の越境に対して、統帥の紊乱や国民の支持、また世界の世論の反応から反対論を軍事課長の永田鉄山とともに展開する。この関東軍の暴走は青年将校組織の桜会とも通じているとの情報を受けつつ、クーデター未遂となった十月事件の事態の収拾にあたる。首謀者である橋本欣五郎等が未遂のまま逮捕されたのは、今村によると、クーデター直前に名も知らぬ貿易商から渡された名刺に書かれたクーデターに関する情報だったという。
満洲事変勃発後、今村は朝日新聞新聞編集局長緒方竹虎から求められて4時間にわたって面談し、その席で参謀本部の関東軍への統制不足を認めつつ、現地在留邦人の悲惨な状況をみて石原、板垣の行動をやむを得ないとし、満洲事変への世論による支持の必要性を訴えたという。また、それまで満洲事変不支持の立場にあり不買運動もみられた朝日新聞はそれ以降コロっと変わったという。
中央の統帥に従わない関東軍との折衝のために渡満するものの、板垣征四郎高級参謀や石原莞爾参謀に酒席の場に呼び出された挙句に馬鹿にした態度をとられ激怒して、その場を退席する一幕があった。今村はこうした関東軍の中央の統制に反した行動を厳罰に処すべきだったと後に振り返り、それに反して軍統帥に従わなかったものが後に栄転していくことが後の陸軍の下克上の風習を作り出したと指摘している
1932年4月、歩兵第57連隊長を拝命。1936年3月、関東軍参謀副長・兼駐満洲国大使館附武官を拝命。関東軍が独断で進める内蒙古工作を中央からストップをかけるべく、当時の参謀本部作戦部長で、かつて満洲事変を主導した石原莞爾がやってきた。このとき関東軍参謀の武藤章が、石原を嘲笑して「あなたのされた行動を見習い、その通りに内蒙古で実行しているものです」と言った場に今村も同席していた。
1933年5月31日、満洲事変終結。同年8月に陸軍習志野学校幹事となった。在任中に対毒ガス訓練を実施して殉職者を出す事故が発生したが、校長中島今朝吾少将の執り成しもあって不問とされた。

### 日中戦争
1937年7月、日中戦争（支那事変）が勃発。8月、陸軍歩兵学校幹事を拝命。1938年1月、陸軍省兵務局長を拝命。11月、第5師団長を拝命。
1939年に参謀本部第1部長の富永恭次中将が、仏印からの「援蒋ルート」の遮断によって中国国民革命軍の継戦能力を喪失させ、日中戦争の決着をつけるという作戦を計画していた。具体的には広西省の南寧を攻略し、南寧―竜州間の補給路遮断するという作戦であったが、沢田茂参謀次長ら多くの反対のある中で、富永は「これが支那事変での最後の作戦」と強く主張し、結局は富永の熱意に押されて作戦は認可された。富永は今村率いる第5師団を満洲から引き抜き作戦に従事させることとしたが、この作戦には、第2次世界大戦勃発により、イギリスとフランスが極東を顧みる余裕が無くなった好機に南寧を占領し、フランス領インドシナ北部進出への足掛かりにしようという目的もあった。第5師団は、1939年（昭和14年）11月15日から16日にかけて欽州湾岸へ上陸し、不意を突かれた中国軍を撃破して南寧に向かって猛進撃を開始した。南寧市街には中国軍第135師団が守りを固めていたが、第5師団は激しい白兵戦を繰り返したのち、11月24日には市街地に突入した。その後は残敵掃討して市街地を制圧した。第5師団は南寧を攻略の上、中国軍に戦死6,125人、捕虜664人の大損害を与えた。一方で、日本軍の損害は戦死145人、戦傷315人と少なく、市街地で大量の戦略物資を鹵獲するなど大勝利を飾った。
第5師団は南寧を攻略後に同地の防衛をしていたが、蒋介石は戦力の補充に目途がついたため、中国全土に渡って大規模な反撃作戦となる冬季攻勢を命じた。12月17日に第5師団が守る南寧方面にも中国軍の反撃が開始されたが、中国軍の戦力は14個師団約10万人であり、この中には中国軍唯一の機械化部隊（第5軍）も含まれており、戦車を先頭に進撃してきた。圧倒的な戦力の中国軍は、まず1個大隊基幹の日本軍守備隊が守る崑崙関を包囲したが、翌18日、今村は歩兵第21連隊（連隊長：三木吉之助大佐）、続いて20日には中村支隊（支隊長：中村正雄少将）を相次いで派遣し救援を試みた。しかし、南寧-崑崙関間の連絡線は遮断され、増援部隊も圧倒的な数の中国軍に包囲されてしまった。それから約10日間の激戦で、支隊長の中村が戦死するほど苦戦した第5師団は、12月30日崑崙関の放棄を決定し後方の陣地へ撤退した。（崑崙関の戦い）第5師団の窮状を見かねた 第21軍司令官安藤利吉中将が増援を派遣、翌1940年1月28日より総攻撃を開始、2月4日に至ってようやくこの方面の中国軍を撃退することができた。富永は現地に飛ぶと、安藤からのより現状の戦況に即した軍編成にして欲しいとの要望を聞き入れて、第21軍を排して第22軍として再編成し、南支那方面軍戦闘序列に編入するといった命令を出して戦況の安定を図っている。結局、南寧の攻略だけでは「援蒋ルート」を完全に遮断することはできず、仏印からは引き続き滇越鉄道を通じて中国に物資が送られ続け、南寧を日本軍が占領すると輸送量は2倍となった。日本は仏印総督に抗議するとともに、海軍の陸上攻撃機によって滇越鉄道に爆撃を加え、フランス人の死傷者も出るなど、日本と仏印の間は一触即発となった。
1940年3月、教育総監部本部長を拝命。『戦陣訓』の起案を島崎藤村などの意見を入れながら担当した。後に、よい話を入れようとし過ぎて長過ぎるものになったことが失敗であったと述懐している。『戦陣訓』は元々、日中戦争での略奪や強姦や一般市民の殺害の多発に危機感をもった岩畔豪雄の発案のもので、のちに今村が司令官として前線に戻ってから、その軍紀紊乱を目の当たりにして、「無辜の住民を愛護し、略奪強姦のごとき、不法な行為を行わないこと」をはっきりと短く書くべきだったと述懐している。

### 太平洋戦争

#### 第十六軍司令官
1941年6月、第23軍司令官を拝命。11月、第16軍司令官を拝命。軍司令官赴任時に搭乗機の故障により吹雪の済州島に不時着している。12月、太平洋戦争勃発。開戦時はオランダ領東インド（インドネシア）を攻略する蘭印作戦を指揮。
1942年2月、攻略目標の重要油田地帯であるスマトラ島南部パレンバンの占領に成功。3月、ジャワ島上陸に成功。100隻弱の船団を使用する大規模な上陸作戦となり、敵軍が日本軍の兵力を見誤っていたこともあり、9日間で約9万3千人のオランダ軍と約5千人のイギリス軍、アメリカ軍、オーストラリア軍を無条件降伏させて作戦は成功した。

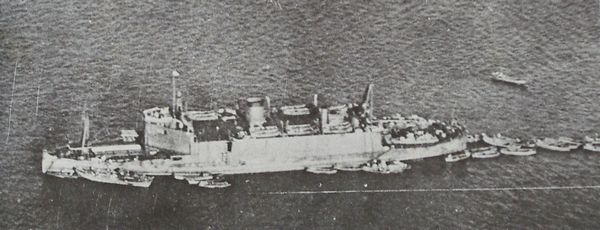
今村が第16軍司令官として座乗していた陸軍特殊船「神州丸（神洲丸）」

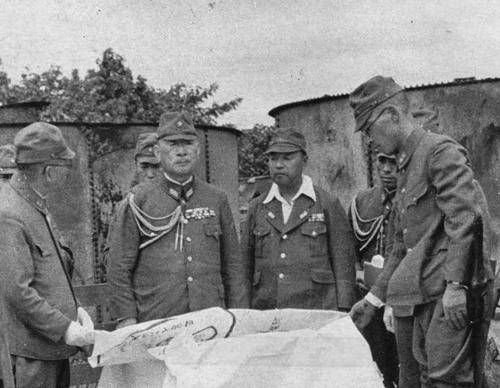
ジャワを視察する杉山元参謀総長（中央、参謀飾緒をつけた人物）と今村均軍司令官（杉山の右隣）、1942年

ジャワ島攻略の際には、バタビア沖海戦が発生し、日本は掃海艇や輸送船に被害を出した。今村の座乗していた輸送船「龍城丸」も被雷沈没し、救い上げられるまで救命胴衣で約3時間、重油の流出した海で泳ぐことになった。これは魚雷の性能、射線などから指揮下の第七戦隊の誤射による被害であることは明らかだったが、一般には敵魚雷艇による被害と信じられていた。これは海軍側の謝罪に対し、今村が快く了承し、事実を公にしなかったためである。今村は上陸後の3月1日15時50分および54分に、海軍第5水雷戦隊・第7戦隊司令官に対しに対し、「二月二十八日夜貴戦隊海戦ノ赫々タル戦果ヲ慶祝シ併セテ当軍主力ノ戦闘ニ対スル献身的【一字不明】協力ヲ深謝ス 第16軍司令官今村均陸軍中将」という謝辞を送っている。
しかし、この被害で今村の部隊は、第1次上陸部隊の揚陸後で死者は100名に抑えられたものの、遠距離用無線機や暗号表が海没し、ジャワ島中中部・東部に上陸した別働隊への直接指揮が5日もの間不能となるなど多大な損害を被った。
オランダによって流刑とされていたインドネシア独立運動の指導者、スカルノとハッタら政治犯を解放して資金や物資の援助、諮詢会の設立や現地民の官吏登用等独立を支援する一方で、今村は軍政指導者としてもその能力を発揮し、攻略した石油精製施設を復旧して石油価格をオランダ統治時代の半額としたり、オランダ軍から没収した金で各所に学校を建設したり、日本軍兵士に対し略奪等の不法行為を厳禁として治安の維持に努めたりするなど現地住民の慰撫に努めた。かつての支配者であったオランダ人についても、民間人は住宅地に住まわせて外出も自由に認め、捕虜となった軍人についても高待遇な処置を受けさせるなど寛容な軍政を行った。
戦争が進むにつれて、日本では衣料が不足して配給制となり、日本政府はジャワで生産される白木綿の大量輸入を申し入れてきたが、今村はこの要求を拒んだ。今村は白木綿を取り上げると現地人の日常生活を圧迫し、死者を白木綿で包んで埋葬するという宗教心まで傷つけると考えたからである。これは政府や軍部などから批判を浴びたが、その実情を調査しに来た政府高官の児玉秀雄らは「原住民は全く日本人に親しみをよせ、オランダ人は敵対を断念している」「治安状況、産業の復旧、軍需物資の調達において、ジャワの成果がずばぬけて良い」などと報告し、ジャワの軍政を賞賛した。
また、オランダ統治下で歌うことが禁じられていた独立歌『インドネシア・ラヤ』が、ジャワ島で盛んに歌われていることを知った今村は、東京でそのレコードを作らせて住民に配り喜ばれた。
しかし政府や軍部の一部には、今村の施政を批判する者もおり、1942年（昭和17年）3月には今村とは親しい仲である参謀総長・杉山元が直々にバタビアに出張し、今村に対し「中央はジャワ攻略戦について満足しており褒めてはいるが、一方でその後の軍政については批判がとにかく多いから注意したまえ」と軽く叱責している。この時杉山から「バターン攻略に難航した本間雅晴軍司令官を大本営は更迭する予定である」と聞かされた際に、今村は杉山に対し「バターン攻略の難航は大本営の認識・指導不足に因るところが多く、兵力不足の状態でバターン占領を急かされてしまった不遇の本間にのみ責任を被せるというのは酷すぎる。」と大本営を鋭く批判し、本間を強くかばい杉山をある程度軟化させた。
陸軍中央の今村の軍政に対する批判は根強く、総理大臣兼陸軍大臣の東條英機が、状況調査のため軍務局長の武藤章少将と人事局長の富永恭次少将をジャワ島に派遣し今村と面談させている。武藤は今村に「シンガポール同様、強圧政策の必要」と説いたが、今村は日本軍の「占領地統治要綱」に定めてある「公正な威徳で民衆を悦服させ、軍需資源施設の破壊復旧する」という規定に則っていると反論し、激しい議論が交わされた。武藤との議論が平行線となった今村は富永に「昨年、大臣の名を以て全陸軍に布告された『戦陣訓』は、ご承知のように私が主宰して起案したものです。それに反するものに屈することは、私の良心の堪えられるところではありません」「ここに同席の富永人事局長は、大臣に上申の上、改正された『占領地統治要綱』を指令される前に、私の免職を計らっていただきます。結論は一つです。新要綱の発令を見るまでは、私のジャワ軍政方針は決して変えません」と富永に自分の更迭を要求した。今村は「戦陣訓」に定められた「服するは撃たず、従うは慈しむの徳に欠くるあらば、未だ以て全しとは言い難し」「皇軍の本義に鑑み、仁恕の心能く無辜の住民を愛護すべし」という条項を絶対に遵守するという強い意志を示したものであった。その後、オランダ領東インド各地を視察した武藤は「今村軍の軍政方針は、中央の意図に反している。もっと強圧主義でやるべきだ」と意見を変えなかったが、富永は今村の強い意志に同意して更迭することはせず、1942年10月に「ジャワ軍政には、改変を加うる要なし。現在の方針にて進むを可とす」と打電して今村の方針を正式に承認している。強圧的な軍政をするように求めていた武藤は、そののち近衛師団長となってスマトラ島に着任したが、そこで今村の寛容な軍政による成果を目の当たりにして、今村の方針の正しさを認識しかつての非礼を詫びている。
今村の後任の原田熊吉中将は今村とは逆に、強圧的な統治を行ったため、ジャワでは抗日ゲリラの動きが活発になったとする意見もある。
また、インドネシア軍政の初期に様々な住民宣撫や独立運動に対する理解などはスカルノや独立運動に関わったインドネシアの兵士などから評価されており、今村離任後の日本軍の様々な悪評とは好対照となっているとする意見もある。
今村によるジャワ軍政について、「現在でもインドネシアの歴史教科書にも掲載されて評価を受けている」とする主張が日本で行われたが、日本軍政に対する厳しい評価をするインドネシアの歴史教科書は、そのような記述は存在しない。

#### 第八方面軍司令官
1942年（昭和17年）11月20日、第8方面軍司令官としてニューブリテン島に位置するラバウルに着任した。ラバウルへの赴任前にシンガポールで離陸時に乗機が墜落している。今村と山本五十六海軍大将は佐官時代から親交があり、今村着任時の夕食会で山本は「大本営がラバウルの陸海共同作戦を担当する司令官が君（今村）だと聞いた時は、誰だか同じ様なものの何だか安心なような気がした。遠慮や気兼ね無しに話し合えるからな」と陸海軍の側近らの前で話した。そのため今村は山本が戦死した際には泣いて悲しんだという。今村もラバウルに着任後、山本が戦死する直前に海軍の一式陸上攻撃機に搭乗し、前線の陸軍部隊の視察を行なった際、アメリカ軍戦闘機に襲撃されそうになったが難を逃れている。
1943年（昭和18年）初頭、米軍はガダルカナル島と東部ニューギニアから日本軍を駆逐し、ラバウル作戦の「第一任務」を完了した。米軍はさらにソロモン諸島とニューギニアの双方から前進する「第二任務」の準備に入った。これに対し日本軍はラバウルの防衛線をソロモン諸島ニュージョージア島のムンダ岬の航空基地とニューギニアのサラマウアを結ぶ線とした。防衛部隊の海軍側の指揮官は草鹿任一中将、陸軍側が今村大将であった。
日本海軍のラバウル航空隊の活動は、日本軍の航空兵力を米海軍に実際以上に過大評価させ、西進する米軍補給路への大きな脅威と米軍は判断した。しかも、ラバウルは今村により要塞化が進んでいた。今村はガダルカナル島の戦いの戦訓から、米海軍の補給路の封鎖を想定し、補給の途絶に対し島内に大量の田畑を作るよう指導を行い食料の自給自足体制を整えることにし、今村自身も自ら率先して畑を耕したという。早々から自給自足を提唱していた今村ら陸軍に対し、海軍は当初は冷淡な対応であったが、戦局悪化に伴い作物の栽培に関して陸軍に教えを請う事になる。
またアメリカ軍の空爆と上陸に備えるため強固な地下要塞を構築し、病院、兵器や弾薬を生産する工廠も構築したのである。このような状態を知った米軍は、攻略することで多大な損害が予想される上、日本軍の補給路も一本化されることによりむしろ強化されるなどから、ラバウルの占領を回避し、打撃により無力化するに留めるとの決定をした。
ラバウル無力化のために、米海軍はソロモン諸島を占領後、ビスマルク諸島の日本軍航空兵力、主にラバウルに猛爆を加えた。第8方面軍経理部部員だった主計大尉によれば、敵機の数は1944年1月2979機、2月2732機。さらに1944年（昭和19年）2月中旬、日本艦隊の根拠地トラック島を空襲した結果、日本海軍の古賀峯一連合艦隊司令長官はラバウルの海軍機を撤退させたため、ラバウル航空隊による米軍への積極的な脅威はほぼなくなった。しかし米軍はラバウル封鎖を完成させるために活動した。先ずラバウルの東方のグリーン島を占領して航空基地を設営し、ビスマルク諸島全体で戦闘機の活動を可能にした。次に陸軍のダグラス・マッカーサー将軍はアドミラルティ諸島東端のロスネグロス島を占領して航空基地を確保した（アドミラルティ諸島の戦い）。さらに海軍がカヴィェン北西のエミウラ島を占領して、ラバウルの無力化は完成した。
これらの為に米軍が失った兵力は300名程度であった。
こうして、ラバウル守備隊は孤立化したが既に現地自活可能な体制が完成しており、かつ物資も備蓄していたために、今村以下の第8方面軍は草鹿中将以下の南東方面艦隊と共に終戦までラバウルを維持した。

### 戦後

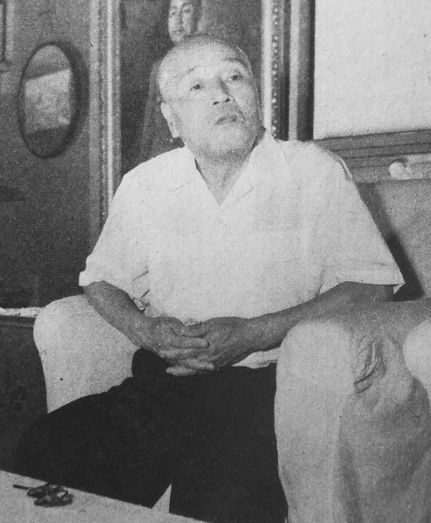
1955年

1945年（昭和20年）8月15日、日本が降伏し第二次世界大戦は終結。同年9月6日、南東方面艦隊司令長官であった草鹿任一中将とともに、ラバウルに停泊したオーストラリア艦艇に赴き降伏文書に調印。
冨澤暉（陸将補）は戦後、今村から「ラバウルのことが一段落した後、責任を取って自決しようとしたが薬が古くなっていて死ねなかった。」と聞いたという。
戦争犯罪裁判では、不法行為に対する監督責任でBC級戦犯の容疑がかかった。ラバウルで行われたオーストラリア軍事裁判で禁錮10年の有罪判決。ジャカルタで行われたオランダ軍事裁判では死刑が求刑されたが、証拠不十分で無罪。今村によれば、オーストラリア軍の有罪判決により、米豪蘭の合議で巣鴨拘置所服役を申し渡されたが、部下とともにマヌス島で服役することを申し出て認められたという。今村の申し出について、マッカーサーが「私は今村将軍が旧部下戦犯と共に服役する為、マヌス島行きを希望していると聞き、日本に来て以来初めて真の武士道に触れた思いだった。私はすぐに許可するよう命じた」と言ったとする説もある。1950年3月から1953年8月までマヌス島豪軍刑務所に服役したが、刑務所の廃止に伴い、他の日本人受刑者とともに巣鴨に移管され、1954年1月に刑期満了で出所。入獄中から執筆を開始し、出獄4年後に『今村均回顧録』を完成させている。
1955年（昭和30年）9月24日、防衛庁顧問に就任。翌1956年（昭和31年）、全日本銃剣道連盟初代会長に就任。
一方で、出所後は、東京の自宅の一隅に建てた謹慎小屋に自らを幽閉し、戦争の責任を反省し、軍人恩給だけの質素な生活を続ける傍ら回顧録を出版。(出典　昭和の男　半藤一利×阿川佐和子)その印税は全て戦死者や戦犯刑死者の遺族の為に用いて、元部下に対して今村は出来る限りの援助を施した。それは戦時中、死地に赴かせる命令を部下に発せざるを得なかったことに対する贖罪の意識からの行動であり、その行動につけこんで元部下を騙って無心をする者もいたが、それに対しても今村は騙されていると承知しても敢えて拒みはしなかったとする意見もある。
1968年（昭和43年）10月4日、死去。享年82。墓は仙台市の輪王寺にある。

## 人物
蘭印無条件降伏を報じる1942年（昭和17年）3月10日（陸軍記念日）付の『読売新聞』記事では、写真付きで蘭印方面陸軍最高指揮官たる今村の略歴も紹介されており、「今村将軍は仙台の士族で陸大を首席で卒業した秀才、だがその才気と不屈の闘志を温容に包む近代的武将である」「教養に富み部下を愛する謙虚な風格ある将軍である」「人情将軍今村中将」と評されている。
漫画家の水木しげるは、兵役でラバウルに居た際に視察に来た今村から言葉をかけられたことがある。その時の印象について水木は「私の会った人の中で一番温かさを感じる人だった」と評している。
9歳まで夜尿症を患っていた今村は、青年期になっても夜に何度も便所に立つことから来る睡眠不足に苦しんでいた。夜尿の傾向はその後も続き、それに伴う睡眠不足に生涯悩まされることになる。そのため講義中の居眠りを度々してしまい、そのたび教官に怒鳴られていた。軍医や同期生に相談したり、睡魔が襲ってきた時に小刃で自分を軽く突いたりするなど対策したものの一向に治らず、野外演習中に農家から貰った唐辛子を講義中にこっそり噛む事で何とか眠気覚ましにした。これに気付いた理解ある教官達は、それ以降今村に対しては居眠りを注意しなくなった。陸軍大学校卒業後、しばらくして今村自身が当時の岩尾教官に会い、事を尋ねてみると「（教官の集まりにおいて）あそこまで居眠りをしてしまっているものの、成績はすこぶる良く本人も寝たくて寝たいわけではなさそうだ、もしかしたら何か病気持ちなのだろう。という結論に達して特に叱る事はしなくなった」と事の真相を教えられ、今村は教官達に感謝したという。陸軍大学校でも居眠りを繰り返したが、士官学校時代の話は陸大の教官にも伝わっていたらしくそれほど厳しい説教を受けることもなかった。
今村は読書家で、文学少年であった陸軍士官学校時代から聖書や『歎異抄』を愛読していた。部下にもしばしば読むことを薦めていた。今村は「八紘一宇というのが、同一家族同胞主義であるのに、何か侵略主義のように思われている」と述べており、その語に対する誤解に疑念をいだいている。小説家の司馬遼太郎がその著作で乃木希典を軍事的無能と評したことに対して、今村は『読売新聞』に「乃木将軍は無能ではない」と題する文章を寄稿している。
国鉄スワローズ（現・東京ヤクルトスワローズ）が、産経新聞・フジテレビの意向で本拠地を明治神宮野球場に隣接する第2球場に移転しようとした際、日本学生野球協会が反対の意向を表明、国会でも問題となり、更には右翼団体までもが動くという状況の中、反対派に担ぎ出されたという。

## 年譜
- 1886年（明治19年）6月28日 - 宮城県仙台区で生まれる。
- 1905年（明治38年）7月 - 士官候補生。
- 1907年（明治40年）5月31日 - 陸軍士官学校卒業（19期）、見習士官。
  - 12月26日 - 陸軍歩兵少尉に任官、歩兵第4連隊附。
- 1910年（明治43年）11月 - 陸軍歩兵中尉に進級。
- 1915年（大正4年）12月11日 - 陸軍大学校卒業（27期首席）。
- 1916年（大正5年）8月 - 陸軍省軍務局附（歩兵課）。
- 1917年（大正6年）5月 - 陸軍歩兵大尉に進級。陸軍省軍務局課員。
- 1918年（大正7年）4月 - イギリス大使館附武官補佐官。
- 1921年（大正10年）8月 - 参謀本部部員。
- 1922年（大正11年）8月 - 陸軍歩兵少佐に進級。
- 1923年（大正12年）4月 - 上原勇作元帥附副官（兼任）。
- 1926年（大正15年）8月 - 陸軍歩兵中佐に進級。歩兵第74連隊附。
- 1927年（昭和2年）4月 - インド駐箚武官。
  - 11月 - 陸軍省軍務局課員。
- 1930年（昭和5年）8月 - 陸軍歩兵大佐に進級。陸軍省軍務局徴募課長。
- 1931年（昭和6年）8月 - 参謀本部作戦課長
- 1932年（昭和7年）4月 - 歩兵第57連隊長。
- 1933年（昭和8年）8月 - 陸軍習志野学校幹事。
- 1935年（昭和10年）3月 - 陸軍少将に進級。歩兵第40旅団長。
- 1936年（昭和11年）3月 - 関東軍参謀副長・兼 駐満洲国大使館附武官。
- 1937年（昭和12年）8月 - 陸軍歩兵学校幹事。
- 1938年（昭和13年）1月 - 陸軍省兵務局長。
  - 3月 - 陸軍中将に進級。
  - 11月 - 第5師団長に親補される。
- 1940年（昭和15年）3月 - 教育総監部本部長。
- 1941年（昭和16年）6月 - 第23軍司令官に親補される。
  - 11月 - 第16軍司令官に親補される。
- 1942年（昭和17年）11月 - 第8方面軍司令官に親補される。
- 1943年（昭和18年）5月1日 - 陸軍大将に親任される。
- 1946年（昭和21年）4月 - ラバウル戦犯者収容所に入所。
- 1947年（昭和22年）5月 - オーストラリア軍による軍事裁判判決（禁錮10年）。ジャワ島移送。
- 1948年（昭和23年）1月31日 - 公職追放仮指定を受けた[24]。
- 1949年（昭和24年）12月 - オランダ、インド軍による軍事裁判判決（無罪）。
- 1950年（昭和25年）1月 - インドネシアから帰国。
  - 2月 - マヌス島で服役する事を申出。
  - 3月 - マヌス島服役
- 1953年（昭和28年）8月 - マヌス島刑務所閉鎖に伴い巣鴨拘置所に移る。
- 1954年（昭和29年）11月 - 刑期を終え巣鴨拘置所を出所。
- 1955年（昭和30年）9月24日 - 防衛庁顧問に就任。
- 1968年（昭和43年）10月4日 - 死去。82歳没。

## 栄典
位階
- 1938年（昭和13年）4月15日 - 従四位[25]
- 1941年（昭和16年）7月15日 - 正四位
- 1943年（昭和18年）8月2日 - 従三位

勲章等
- 1940年（昭和15年）
  - 1月15日 - 勲一等瑞宝章[26]
  - 8月15日 - 紀元二千六百年祝典記念章[27]

## 著作
- 『祖国愛』（日本文化協会、1956年／甲陽書房・国防新書、1967年）
- 『何が日本を再建させたか』（日本文化協会、1958年）
- 『今村均大将回想録』（全4巻、自由アジア社、1960年）
『第1巻 檻の中の獏』『第2巻 皇族と下士官』『第3巻 大激戦』『第4巻 戦い終る』
- 『今村均大将回想録 別冊 青春編』（上中下、自由アジア社、1961年）
- 『幽囚回顧録』（秋田書店、1966年）
  - 新版『幽囚回顧録』産経新聞出版、2010年／中公文庫、2019年
- 『私記・一軍人六十年の哀歓』（正・続、芙蓉書房、1970-71年）。回想録の新編
  - 改訂版『今村均回顧録』（正・続、芙蓉書房出版、1980年、新版1993年）

その他
- 『回想談話録音』- 国立国会図書館憲政資料室に所蔵する今村の肉声証言。

## 親族
長男の今村和男（1918年生まれ）は、湯川秀樹教授に師事して大阪帝国大学理学部物理学科を卒業した後、技術部見習士官制度を経て陸軍航技中尉に任官して帝国陸軍の航空技術将校となっている。和男は1941年6月に陸軍航空技術研究所第2部（機体・プロペラの研究）へ配属され、1943年半ばには陸軍航空審査部飛行機部へ転属し、最終階級は陸軍技術少佐。戦後は鉄道技術研究所技師を経て防衛庁技官、防衛大学校教授などを歴任した。航技研時代には陸軍機の防弾装備研究・開発にあたり、12.7mm弾に対応する新型防漏タンク（防弾タンク）実用化に貢献、その功績から開発陣に陸軍技術有功章が陸軍大臣から授与された。

### その他の親族
- 弟 今村安（陸士25期〈騎兵科〉、陸軍大佐[30]。戦後は馬術家として活動[31]）
- 弟 今村久（陸士29期、陸軍大佐）[30]
- 弟 今村方策（陸士33期、陸軍大佐）[30]

## 関連文献
- 角田房子『責任：ラバウルの将軍今村均』新版・筑摩書房〈ちくま文庫〉、2006年。ISBN 4-480-42151-3。
- 秋永芳郎『陸軍大将今村均：人間愛をもって統率した将軍の生涯』光人社、のち光人社NF文庫
- 岩井秀一郎『今村均：敗戦日本の不敗の司令官』PHP研究所〈PHP新書〉、2023年。ISBN 978-4-569-85508-0。
- 岡田幸夫『今村均軍司令官と十万人のサバイバル』郁朋社
- 日下公人『組織に負けぬ人生。不敗の名将・今村均大将に学ぶ』PHP研究所／祥伝社新書、2018年
- 葉治英哉『今村均：信義を貫いた不敗の名将』PHP研究所
- 山岡荘八『小説 太平洋戦争』（講談社文庫・山岡荘八歴史文庫）